# Маліку I
Маліку I (д/н — 30 до н.е.) — цар Набатеї в 60/59—30 роках до н. е.

## Життєпис
Частиною дослідників розглядається як син царя Ободата II,хоча, можливо, також був сином Арети III. Після смерті останнього у 60 або 59 році до н. е. стає царем. У 55 році до н. е. з огляду на посилення Парфії вирішив скинути римську залежність. Проте того ж року зазнав поразки від сирійського проконсула Авла Габінія. В результаті знову визнав зверхність Риму. У 53 році дон. е. після поразки Марка Ліцинія Красса цар Набатеї відновив таємний союз з Парфією.
Зменшенню залежності також сприяла громадянська війна в Римській республіці між Гаєм Юлієм Цезарем і Гней Помпеєм Великим, що почалася 49 рокудо н. е. Невдовзі боротьба за владу розпочалася в сусідньому Єгипетському царстві. Можливо у 43 році дон. е. брав участь у змові проти Антипатра Ідуменянина (свого вуйка) з метою захоплення Ідумеї. Втім незважаючи на загибель Антипатра не досяг бажаного. Водночас надав підтримки Парфії у вторгненні до римської провінції Сирія. Разом з тим у 47 році до н. е. відправив кінноту на допомогу Мітрідату Пергамському, що рушив до Єгипту, де Цезар вів Олександрійську війну.
У 41 році до н. е. Маліку I сприяв парфянським військам у захопленні значної частини Сирії, відмовив у допомозі римському союзникові Іроду I, царю Юдеї. Втім у 40—39 роках до н. е. римляни на чолі із Публієм Вентідієм Бассом здобули над Парфією цілковиту перемогу. Цар Набатеї також вимушений був підкоритися. Проте Вентідій звинуватив Маліку I у зраді, відібравши у того область навколо Єрихону, яку приєднав до Юдеї. В цей час У 35—32 роках до н. е. карбував срібні монети з власним зображенням з короною на голові, на реверсі зображував орла (символу римлян). Маліку I також вперше серед набатейських царів став карбувати дідрахми.
У 34 році до н. е. триумвір Марк Антоній надогоду своїй дружині Клеопатрі VII відібрав у Набатеї землі біля акабської бухти, які передав Єгипту. Маліку I продовжував керувати цієї територією, за що сплачував данину Єгипту в розмірі 200 талантів. Її повинен був збирати юдейський цар Ірод I, що погіршило стосунки Юдей і Набатеї.
У 31 році дон. е. скориставшись відкритим протистоянням Октавіана і Марка Антонія цар Набатеї перестав сплачувати данину Клеопатрі VII. Тоді Антоній відправив юдейські війська, що повинні були брати участь у поході проти Октавіана, на придушення непокірного Маліку I. В битві при Лідда набатейський цар зазнав поразки. Втім у наступній битві біля Кани в Келесирії за підтримки Афеніона, очільника єгипетських військ в Аравії, здобув перемоги. В наступній битві біля Філадельфії набатейці зазнали поразки, але армія Юдеї була виснажена, тому відступила. Зрештою Маліку I зумів зберегти незалежність й не втратив території.
Після поразки Марка Антонія в битві при Акції Маліку I перейшов на бік Октавіана. 30 року до н. е. він всіляко допомагав військам останнього на чолі із Квінтом Дідієм захопити Єгипет, зокрема знищив судна, які перетягали перешийком між Середземним і Червоним морями. Внаслідок цього Набатейському царству було повернуто землі навколо Акабської затоки. Разом з тим цар вимушений знову визнати зверхність Риму та зобов'язався сплачувати данину і надавати допоміжні війська. Невдовзі Маліку I помер. Йому спадкував син Ободат III, що був одружений з сестрою Хагару.